# درة بنغرو غردنغاه (لوداب)
درة بنغر وغردنغاه (بالفارسية: دره بنگرو گردنگاه) هي قرية تقع في إيران في قسم لوداب الريفي. يقدر عدد سكانها بـ 78 نسمة .